# 烏瑪利諾
烏瑪利諾（魯凱語：Umalino），是台灣魯凱族達魯瑪克部落神話中的土地神，平常支撐著大地，但也是地震的源頭。

## 傳說
烏瑪利諾是一個巨人，他被太陽神派往地底、以肩膀扛著大地，由於他有一隻腳行動不便、而且每隔一段時間就要換肩膀支撐地面，因此每當他換肩膀的時候，就會發生地震。

## 其他
除了魯凱族之外，鄰近的排灣族、卑南族的部落如太麻里部落（Tjavualji，位於台東縣太麻里鄉）、利嘉部落（Likavung，位於今台東縣卑南鄉）中，也有類似的瘸腳者扛地神話，研究者認為這種神話是屬於類似希臘神話阿特拉斯扛天神話的母題類似；另外，排灣族內文社（位於今屏東縣獅子鄉）的神話中，有始祖把瘸腳的後代送往台東的神話，台東跟瘸腳者之間可能有甚麼特殊的聯繫。